# Devin Bush
Devin Marquese Bush (Miami, 3 luglio 1973) è un ex giocatore di football americano statunitense che ha militato nel ruolo di safety nella National Football League (NFL).

## Biografia
Al college, Bush giocò a football a Florida State, dove vinse il campionato NCAA nel 1993. Fu scelto come 25º assoluto nel Draft NFL 1995 dagli Atlanta Falcons.. Vi giocò fino al 1998, anno in cui raggiunse il Super Bowl XXXIII, il primo della storia della franchigia, perso contro i Denver Broncos. L'anno successivo passò ai St. Louis Rams, giungendo di nuovo al Super Bowl e questa volta vincendolo contro i Tennessee Titans. Nel 2001 si trasferì ai Cleveland Browns dove disputò le ultime due stagioni della carriera, chiusa con 7 intercetti, di cui due ritornati in touchdown.

## Palmarès
- Super Bowl : 1

St. Louis Rams: XXXIV
- National Football Conference Championship: 2

Atlanta Falcons: 1998
St. Louis Rams: 1999

## Statistiche
| Partite             | 116 |
| Partite da titolare | 71  |
| Tackle              | 320 |
| Intercetti          | 7   |